# دهستان پارامون
دهستان پارامون، یکی از دهستان‌های بخش گافر و پارامون شهرستان بشاگرد در استان هرمزگان ایران است. مرکز این دهستان، روستای درنگ مدو است.
نام پیشین این دهستان، گافر و پارامون بوده و سپس به پارامون تغییرنام پیدا کرد.

## جمعیت
بر پایه سرشماری عمومی نفوس و مسکن در سال ۱۳۹۵، جمعیت دهستان پارامون برابر با ۴٬۴۵۲ نفر بوده‌است.